# Trézelles
Trézelles é uma comuna francesa na região administrativa de Auvérnia-Ródano-Alpes, no departamento Allier. Estende-se por uma área de 18 km². Em 2010 a comuna tinha 422 habitantes (densidade: 23,4 hab./km²).